# Thomisus retirugus
Thomisus retirugus là một loài nhện trong họ Thomisidae.
Loài này thuộc chi Thomisus. Thomisus retirugus được Eugène Simon miêu tả năm 1909.